# Vereda (Bahia)
Vereda is een gemeente in de Braziliaanse deelstaat Bahia. De gemeente telt 7.346 inwoners (schatting 2009).